# Jenni Williams
Jenni Williams (sinh năm 1962) là một nhà hoạt động nhân quyền người Zimbabwe và là người sáng lập tổ chức Women of Zimbabwe Arise (Woza). Một nhà phê bình nổi tiếng đối với Chính phủ của Tổng thống Robert Mugabe, The Guardian mô tả bà năm 2009 là "một trong những chông gai rắc rối nhất đối với Mugabe".

## Đầu đời
Williams được sinh ra ở Gwanda, Zimbabwe. Cô có nguồn gốc chủng tộc hỗn hợp - Ailen và Matabele. Được nuôi dưỡng chủ yếu bởi mẹ Margaret Mary nee McConville, con gái của một người đàn ông Ailen, người đã di cư đến nơi mà sau đó là Rhodesia từ County Armagh. Anh trở thành một người tìm vàng và kết hôn với Bahlezi Moyo từ bộ tộc Matabele.. Người cha Ailen của cô đến từ vùng Listowell, County Kerry của Ailen.
Năm 16 tuổi, Williams bỏ học cấp ba để đi làm, đồng thời để mẹ cô có thể đủ khả năng nuôi các anh chị em của mình. Năm 1994, anh trai của cô qua đời vì AIDS.

## Hoạt động
Từ năm 1994 đến 2002, công ty quan hệ công chúng do Williams đứng đầu và đại diện cho Liên minh Nông dân Thương mại của Zimbabwe. Điều này sớm đưa công ty của Williams vào cuộc xung đột với Chính phủ của TT Mugabe do chính sách của ông là chiếm giữ các trang trại thuộc sở hữu trắng như một biện pháp cải cách ruộng đất. Sau khi Mugabe khuyến khích các cựu chiến binh cưỡng chế các trang trại thuộc sở hữu trắng, Williams bắt đầu phản đối những gì cô mô tả là vi phạm nhân quyền. Cô cũng cáo buộc rằng các trang trại tốt nhất đã được trao cho các đồng minh chính trị của Mugabe. Trong vụ quấy rối của cảnh sát, Williams đã buộc phải đóng cửa công ty của mình.
Năm 2002, Williams trở thành một trong những người sáng lập Woza, một phong trào đối lập ở cơ sở được tạo ra để đối phó với sự thiếu hành động nhận thức của những người đàn ông của Zimbabwe chống lại chính phủ Mugabe. Tổ chức này tập trung vào các cuộc biểu tình rầm rộ của công chúng chống lại Mugabe, và tăng lên 70.000 thành viên trong những năm sau đó. Williams và các nhà lãnh đạo Woza khác đặt ra một "quy tắc chính yếu" rằng lãnh đạo phải tham gia vào các cuộc biểu tình đôi khi nguy hiểm cùng với tư cách thành viên cấp bậc và tập tin: "Chúng tôi sẽ không nói với ai đó làm những gì chúng tôi không sẵn sàng làm".
Đến năm 2008, Williams đã bị chính quyền Mugabe bắt tới 33 lần vì hành động của cô với nhóm này. Sau một trong những vụ bắt giữ năm 2003, Tổ chức Ân xá Quốc tế đã chỉ định cho cô là một tù nhân lương tâm. Tổ chức Theo dõi Nhân quyền cũng tố cáo các vụ bắt giữ liên tục của Williams và Woza, Magodonga Mahlangu, nói rằng chính phủ Zimbabwe nên thả phụ nữ và "cho phép xã hội dân sự có quyền biểu tình một cách hòa bình". Sau một vụ bắt giữ khác vào giữa năm 2008, đại sứ Hoa Kỳ James D. McGee đã kêu gọi thả cô, mô tả Williams là "một người nổi bật nên có tiếng nói" và cáo buộc chống lại cô là một "sự giả tạo". Cô được tại ngoại vào ngày hôm sau. Vào năm 2012, cô đã bị bắt lần thứ 40 tại cuộc diễu hành Ngày Valentine hàng năm của Woza, kỷ niệm mười năm của nhóm.

## Sự công nhận

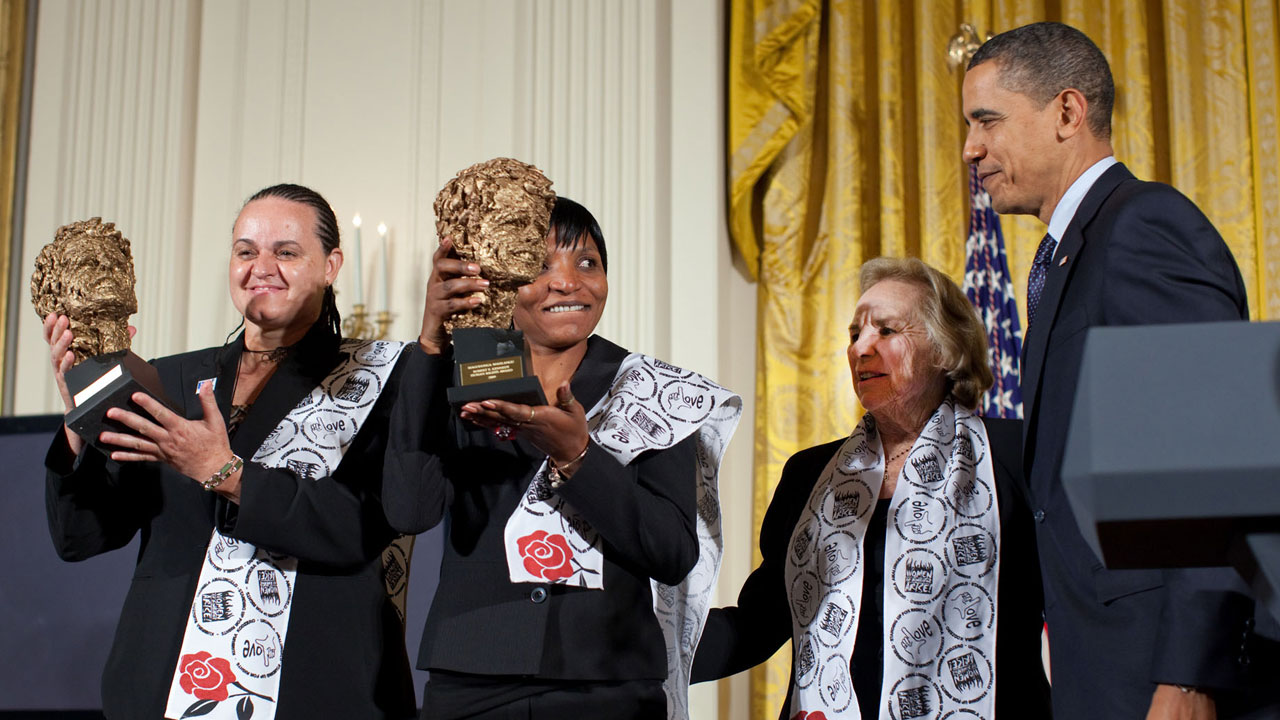
Jenni Williams, trái, và Magodonga Mahlangu, trung tâm, nhận Giải thưởng Nhân quyền Robert F. Kennedy từ Tổng thống Hoa Kỳ Barack Obama, phải, vào ngày 23 tháng 11 năm 2009.

Williams đã được trao giải thưởng Phụ nữ can đảm quốc tế của chính phủ Hoa Kỳ năm 2007 vì "cung cấp một ví dụ về lòng can đảm và khả năng lãnh đạo bằng cách làm việc để thay đổi thông qua các biện pháp hòa bình và bất bạo động". Giải thưởng được trao bởi Bộ trưởng Ngoại giao Mỹ Condoleezza Rice. Hai năm sau, Williams và Woza đồng lãnh đạo magodonga mahlangu được trao F. Kennedy Human Rights giải thưởng Robert, được trình bày bởi Tổng thống Mỹ Barack Obama. Tại buổi lễ, Obama nói rằng cặp đôi này đã "cho phụ nữ của Woza và người dân Zimbabwe biết rằng họ có thể làm suy yếu sức mạnh của kẻ áp bức họ bằng sức mạnh của chính họ - rằng họ có thể thể hiện sức mạnh của một kẻ độc tài trao tặng, trao cho mỗi người phụ nữ một nụ hôn.
Vào Ngày Quốc tế Phụ nữ 2012, Williams đã được trao giải thưởng Quỹ Ginetta Sagan của Tổ chức Ân xá Quốc tế, công nhận phụ nữ "đang làm việc để bảo vệ tự do và cuộc sống của phụ nữ và trẻ em ở những khu vực vi phạm nhân quyền đang lan rộng". Giải thưởng được trao để ghi nhận những cống hiến của cô "truyền cảm hứng và giáo dục phụ nữ nắm lấy và đòi hỏi quyền con người và quyền công dân của họ ở Zimbabwe". Dưới sự bảo trợ của chương trình ủng hộ Quốc hội Đức dành cho các nhà hoạt động nhân quyền, Marina Schuster đã nâng cao nhận thức cho công việc của Williams.

## Gia đình
Williams đã kết hôn với một thợ điện, người mà cô có ba đứa con trưởng thành. Hai con trai của Williams đã theo chị gái của họ đến Vương quốc Anh vào giữa những năm 2000 sau các mối đe dọa để đưa các con trai đến với lực lượng dân quân trẻ. Sau nhiều lần nản chí, chồng cô theo các con ra khỏi Zimbabwe. Williams vẫn ở Zimbabwe đấu tranh cho công bằng xã hội mặc dù gia tăng các cuộc đàn áp của chính phủ.. Trong thời gian rảnh rỗi, Williams đang nghiên cứu cây gia phả của mình bao trùm tổ tiên Ailen và Matabele của mẹ mình.